# V452 Возничего
V452 Возничего (лат. V452 Aurigae), HD 43381 — двойная звезда в созвездии Возничего на расстоянии (вычисленном из значения параллакса) приблизительно 15494 световых лет (около 4751 парсека) от Солнца. Видимая звёздная величина звезды — от +6,87m до +6,77m. Возраст звезды определён как около 28,9 млн лет.

## Характеристики
Первый компонент — оранжевый гигант, пульсирующая медленная неправильная переменная звезда (LB:) спектрального класса K2. Масса — около 19,631 солнечных, радиус — около 1087,467 солнечных, светимость — около 2696,29 солнечных. Эффективная температура — около 4013 K.
Второй компонент. Масса — около 1840,05 юпитерианских (1,7565 солнечной). Удалён на 4,034 а.е..